# 殷汝耕
殷 汝耕（いん じょこう、1885年〈明治18年〉 - 1947年〈昭和12年〉12月1日）は、中華民国の政治家。中国同盟会に属した革命派の人物で、民国期には中国国民党に加入している。後に、親日地方政権である冀東防共自治政府の政務長官となった。字は亦農。兄は殷汝驪。

## 事績

### 初期の活動
地方名望家の家庭に生まれ、1902年（明治35年）に日本に留学した。日本文学院で日本語を学んだ後、1905年（明治38年）に第一高等学校予科に入学した。その翌年には、鹿児島第七高等学校造士館に転入している。この頃、留学生の間で革命思想が流行していたこともあって、留学中に中国同盟会に参加した。なお、殷汝耕は日本留学中に日本人女性と結婚している。第二夫人とされ、これについては、生まれたときに親が結婚相手を決める慣習が中国にあり、単にそのため先夫人に当たる人物がいる形になったからではないかという説もあるが、詳細は不明である。
1911年（明治44年）に辛亥革命が発生すると、殷汝耕は黄興にしたがって帰国し、湖北省で革命に参加した。中華民国が成立すると、殷汝耕は国民党に加入している。1913年（大正2年）に第二革命が勃発すると、殷汝耕は革命派としてこれに参加した。しかし革命派は敗北し、殷汝耕は再び日本へ留学する。日本では、兄の殷汝驪が欧事研究会の発起人に名を列ね、殷汝耕もまたその構成員となった。
1916年（民国5年）に、殷汝耕はいったん帰国した。当初は北京政府に入り、中国銀行から委託された調査のため、またしても日本に赴いている。その翌年に護法運動が勃発すると、孫文の護法軍政府により、殷汝耕は駐日委員に任命された。なお、1917年（民国6年・大正6年）に早稲田大学大学部政治経済科を卒業している。
1920年（民国9年）に帰国すると、殷汝耕はいったん政界を離れて実業に従事している。1925年（民国14年）10月、臨時執政の段祺瑞が開催した関税会議に顧問として招聘された。同年11月、奉天派の軍人の郭松齢が張作霖に対して兵変を発動すると、殷汝耕は郭松齢の配下となり、外交処長に任ぜられた。しかし12月に郭松齢は敗死し、殷汝耕は日本領事館に逃げ込んでいる。

### 国民政府での活動
1926年（民国15年）11月、殷汝耕は、国民政府の北伐軍に南昌で合流した。蔣介石により国民革命軍総司令部通訊処処長兼参議に任ぜられ、蔣介石が日本と交渉する際には通訳を担当している。翌年の上海クーデター（四・一二政変）を経て、上海市長黄郛の下で秘書に任ぜられた。1928年（民国17年）3月、黄郛が外交部長に就任すると、殷汝耕は駐日外交特派員となった。なお、この頃までには、殷汝耕は殷同・袁良・程克とともに、日本通の四巨頭と目されるようになっている。
5月に済南事件が勃発してから数カ月後の冬に、首相田中義一と対立していた床次竹二郎が南京を訪れ、蔣介石と事件解決等を話し合った。ところが、このとき通訳を担当していた殷汝耕は、会談内容をすべて田中に密告してしまい、床次に政治的打撃を与える。床次は殷汝耕の漏洩行為を蔣介石に通知し、蔣介石は殷汝耕を通訳から罷免した。
同年12月5日、殷汝耕は交通部航政司司長に任ぜられ、1930年（民国19年）1月13日まで務めた。その後、陸海空軍総司令部参議に異動している。1932年（民国21年）4月1日、上海市政府参事となり、第一次上海事変後において停戦協定の締結に参与した。翌年5月、北平政務整理委員会委員長となった黄郛の招聘に応じて華北に向かう。11月、河北薊密区行政督察専員に任じられ、やはり対日交渉に参与した。1935年（民国24年）8月、灤楡行政督察専員に異動している。

### 冀東防共自治政府と通州事件

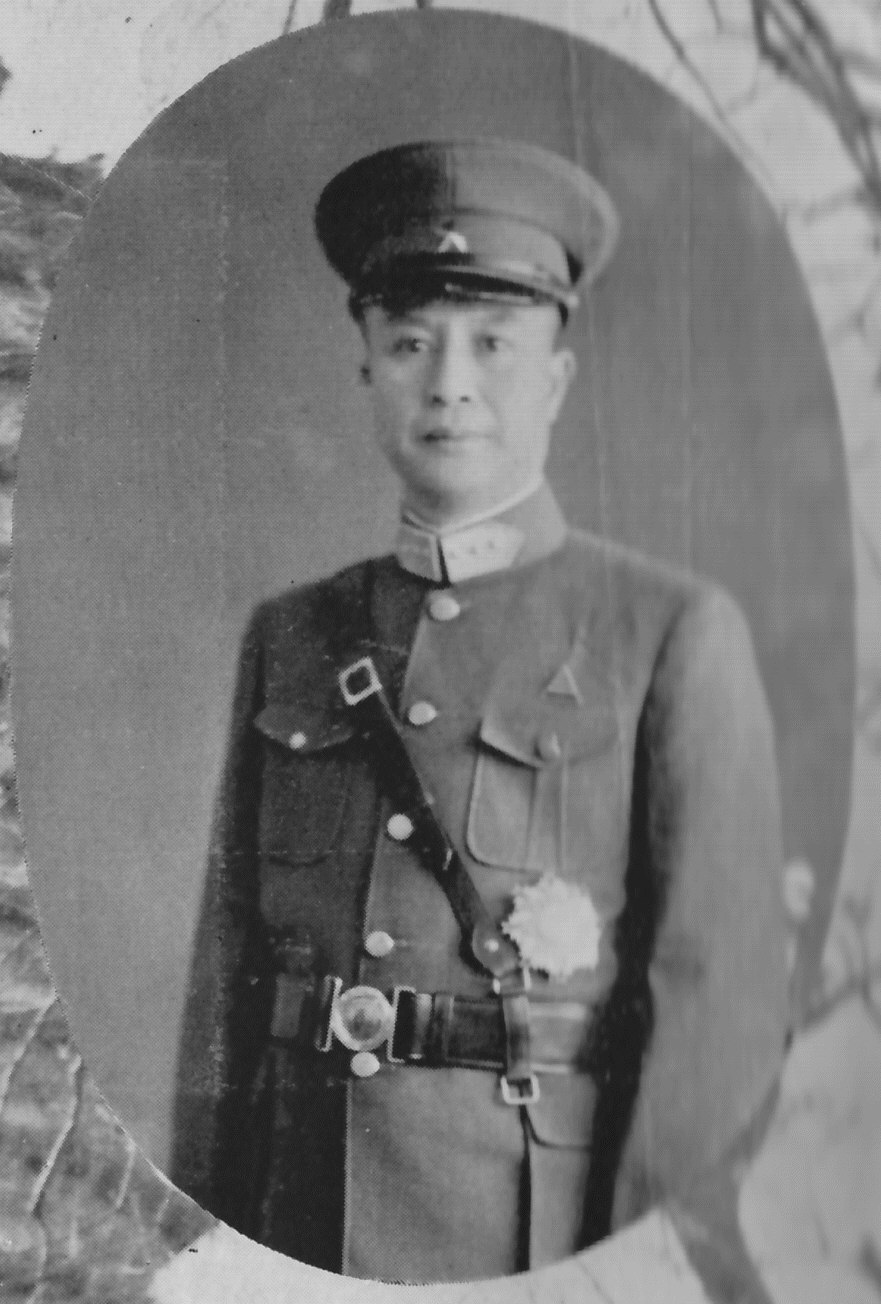
軍装の殷汝耕（高木翔之助『冀東政権の正体』北支那社,1937年より）

同年11月25日、土肥原賢二に誘われる形で、殷汝耕は「冀東防共自治委員会」の成立と自治を宣言した。これにより、殷汝耕に対して国民政府は逮捕令を発している。翌月、委員会は冀東防共自治政府に改組され、殷汝耕は政務長官に就任した。
しかし1937年（昭和12年）7月、かねてから国民革命軍第29軍軍長宋哲元と秘密裏に連絡を取り合っていた冀東保安隊第1総隊長張慶余、第2総隊長張硯田が蜂起し、殷汝耕は捕縛されてしまった（通州事件）。張慶余は、捕らえた殷汝耕を宋哲元に引き渡そうと北平に護送した。ところが、宋哲元はすでに北平を離れており、日本軍と遭遇した護送部隊は蹴散らされてしまう。
混乱の中で、殷汝耕は北平城内に逃げ込んで身を隠した。しかし日本軍は、殷汝耕を通州事件の首謀者と誤解していたため、まもなく殷汝耕は日本軍により逮捕されてしまう。危うく処刑されそうになった殷汝耕だったが、かねてから親交のあった頭山満の斡旋で辛うじて助命された。しかし、政務長官は辞任することになる（後任は秘書長の池宗墨）。その後5年間は、日本からの通告もあって、殷汝耕は北平に隠棲、蟄居することになる。

### 晩年・刑死
後に、殷汝耕は治水専門家としての技量を日本側から評価されることになる。1942年（昭和17年）、殷汝耕は汪兆銘の南京国民政府に参加する形で政界に復帰した。同年2月、山西煤鉱公司董事長に任命されている。翌年3月17日、国民政府経済委員会常務委員に任命され、1944年（昭和19年）1月からは、治理運河籌備処主任、治理運河工程局局長を歴任した。しかし、殷汝耕は権限の小ささに不満を抱き、6月に治水関係の職務を辞して北平に戻った。

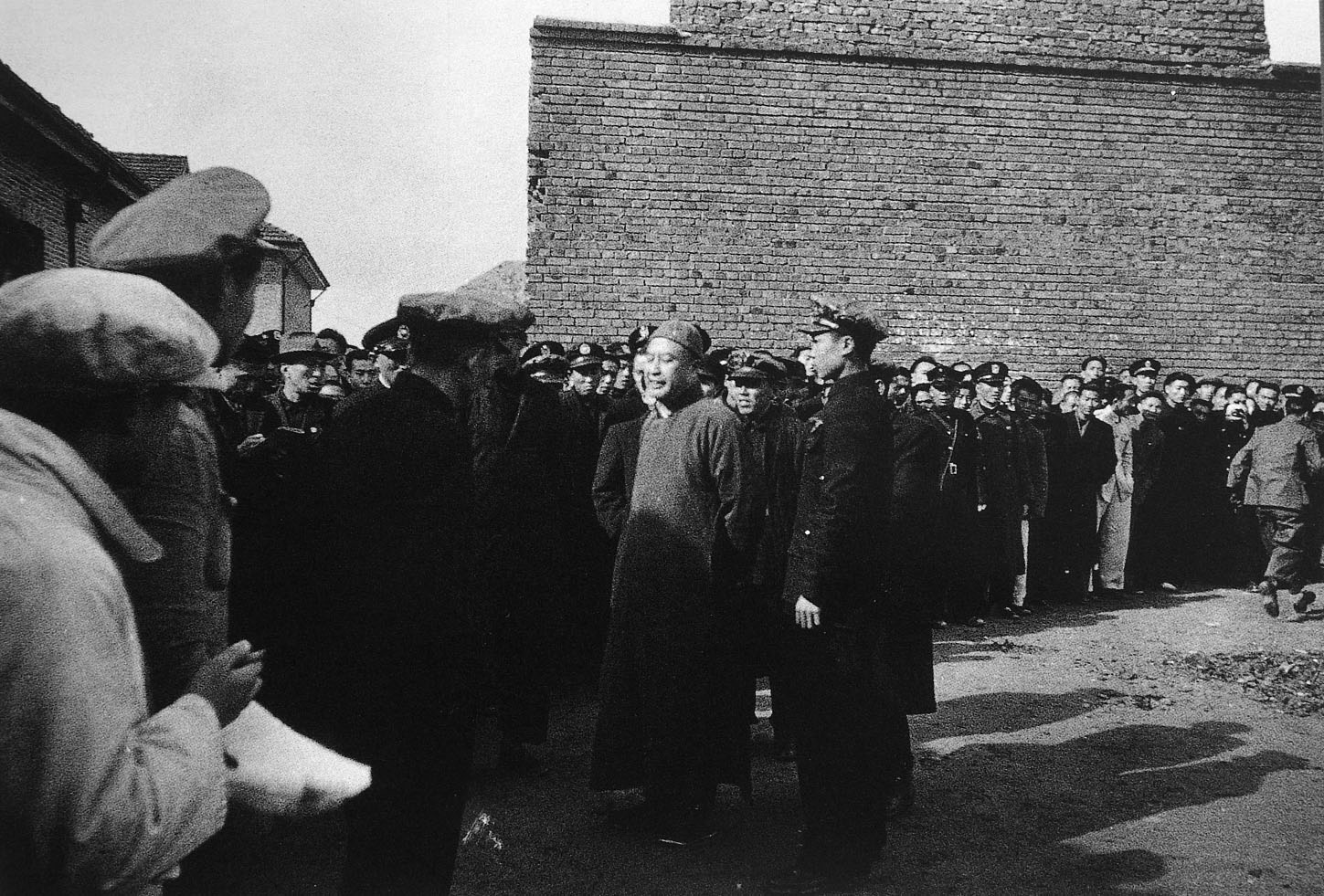
死刑判決を受けた直後の殷汝耕

日本降伏後の1945年（昭和20年）12月、殷汝耕は漢奸として逮捕され、翌年5月、南京に護送された。殷汝耕は獄中で回顧録を著し、自分の行動が実は愛国心に基づいたものであったと主張したが、1947年（昭和22年）11月8日、最高法院で死刑が確定した。処刑までの日々は、終日、読経により過ごしたとされる。12月1日、南京の刑場で銃殺に処せられたが、最期まで従容とした態度であったという。享年63。

## 著作
- 『対日感情の偽らざる告白・西伯利出兵の総勘定』読売新聞社、1922年
- 『治理運河芻議』1943年